# Tomáš Kempenský
Tomáš Kempenský, také z Kempenu, vlastním jménem Thomas Haemmerken (asi 1380 Kempen – 25. července 1471 klášter Agnietenberg u Zwolle), byl augustiniánský řeholník, mystik, představitel hnutí Devotio moderna a autor knihy „Následování Krista“.

## Život
Narodil se v řemeslnické rodině, v 15 letech ho rodiče poslali do školy Bratří společného života v Deventeru; stal se zručným kopistou knih a pak vstoupil do augustiniánského kláštera Agnetenberg, kde byl už jeho starší bratr. Roku 1413 byl vysvěcen na kněze a od roku 1429 byl představeným kláštera. Z jeho čtyř rukopisných kopií Bible se jedna zachovala v Darmstadtu. Jinak není z jeho poměrně klidného života mnoho známo.

## Dílo

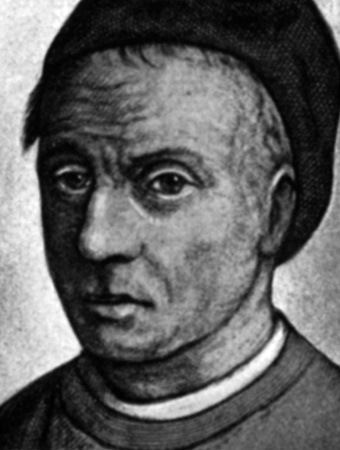
Tomáš Kempenský

Z jeho díla se zachovala řada kázání, dopisů, životopisy jeho učitelů včetně Geert Groota a zejména jeho nejslavnější spis, O následování Krista, příručka pozdně středověké osobní zbožnosti, která patřila k nejčtenějším knihám vůbec a byla přeložena do mnoha jazyků. Česky vyšla poprvé už roku 1498 u Mikuláše Bakaláře v Plzni a od té doby v desítkách vydání.

### Citáty
„V soudný den se nás nebudou ptát, co jsme četli, ale co jsme udělali“
„Láska létá, běhá a raduje se; je svobodná a nic ji nemůže zadržet.“
„Buď vždycky trpělivý k chybám druhých, protože sám jich máš mnoho, které také potřebují shovívavost. A neumíš-li udělat sám sebe podle svého přání, jak to můžeš očekávat u druhých?“
„Pamatuj, že ztracený čas se nevrátí.“
„Všude jsem hledal klid a nikde jej nenacházel, až v koutku s knihou.“
„Nejdřív si zjednej mír sám se sebou, pak ho můžeš přinést i jiným.“